# Férmio
O férmio (em homenagem a Enrico Fermi) é um elemento químico sintético, de símbolo Fm, número atômico 100 (100 prótons e 100 elétrons) com massa atómica [257] u. É radioativo, metálico, transurânico, e faz parte do grupo dos actinídeos.
Foi descoberto em 1955 por uma equipe liderada por Albert Ghiorso. É produzido pelo bombardeamento de plutônio com nêutron. Fora da pesquisa básica nenhum uso para o férmio foi encontrado.
Observação: fm é, também, uma abreviatura do prefixo femto, unidade de comprimento equivalente a a 10−15 metros.

## Características principais
Somente quantidades pequenas de férmio foram produzidas ou isoladas. Devido a pouca quantidade obtida pouco se conhece sobre suas propriedades químicas. Somente o estado de oxidação (III) parece existir em solução aquosa. O férmio-254 e os isótopos mais pesados podem ser sintetizados por intenso bombardeamento de nêutron sobre elementos mais leves (especialmente urânio e plutônio). Durante o processo ocorrem sucessivas captura neutrônicas com decaimentos beta formando o isótopo de férmio. Este bombardeamento pode ser produzido em laboratórios de radiação como, por exemplo, no “Laboratório Nacional de Oak Ridge”, num reator do tipo “High Flux Isotope Reactor”. A síntese do elemento 102 (nobélio) foi confirmada quando o férmio-250 foi identificado quimicamente. Não há nenhum uso conhecido do férmio fora da pesquisa básica. É o oitavo elemento transurânico. Provavelmente é um sólido,de aspecto prateado.

## História

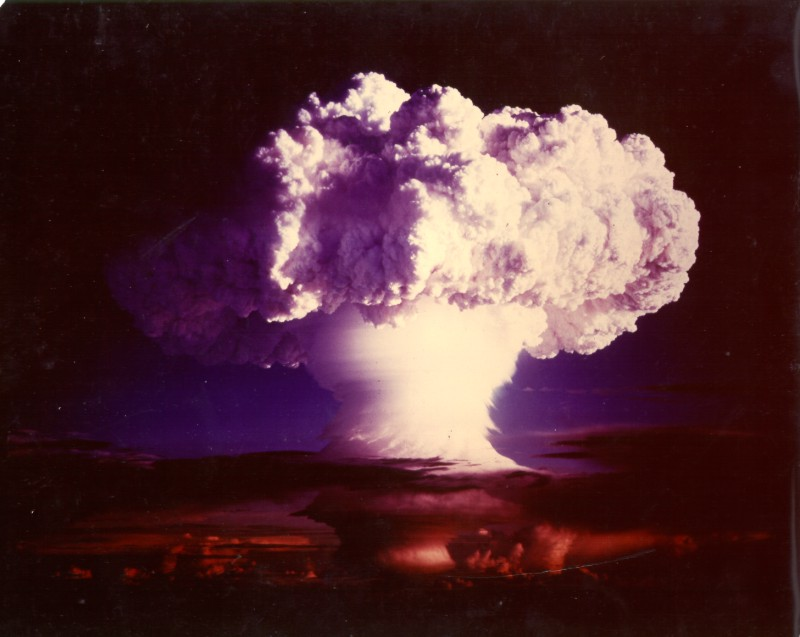
O Férmio foi observado pela primeira vez nas partículas radioativas no teste nuclear de Ivy Mike.

O férmio foi sintetizado pela primeira vez por uma equipe liderada por Albert Ghiorso em 1952. A equipe encontrou o férmio nos resíduos da explosão teste da primeira bomba de hidrogênio: o Ivy Mike.Este isótopo originou-se a partir da combinação do urânio-238 com 17 nêutrons na intensa temperatura e pressão que ocorreu durante a explosão (oito decaimento betas acontecem durante a formação do elemento). O trabalho foi patrocinado pelo "Laboratório de Radiação da Universidade da Califórnia", "Laboratório Nacional Argonne" e "Laboratório Nacional Los Alamos"
Todas estas descobertas foram mantidas secretas até 1955 devido as tensões da Guerra Fria.
Entre 1953 e 1954 uma equipe de cientistas do "Instituto de Física Nobel" de Estocolmo bombardearam urânio-238 com íons de oxigênio-16 produzindo um elemento com 100 prótons e número de massa 250 (Fm-250), com emissão de partículas alfa. A equipe não reivindicou a descoberta que, mesmo sendo posterior a síntese de Ghiorso , foi posteriormente identificado positivamente como sendo o isótopo férmio-250.

## Isótopos

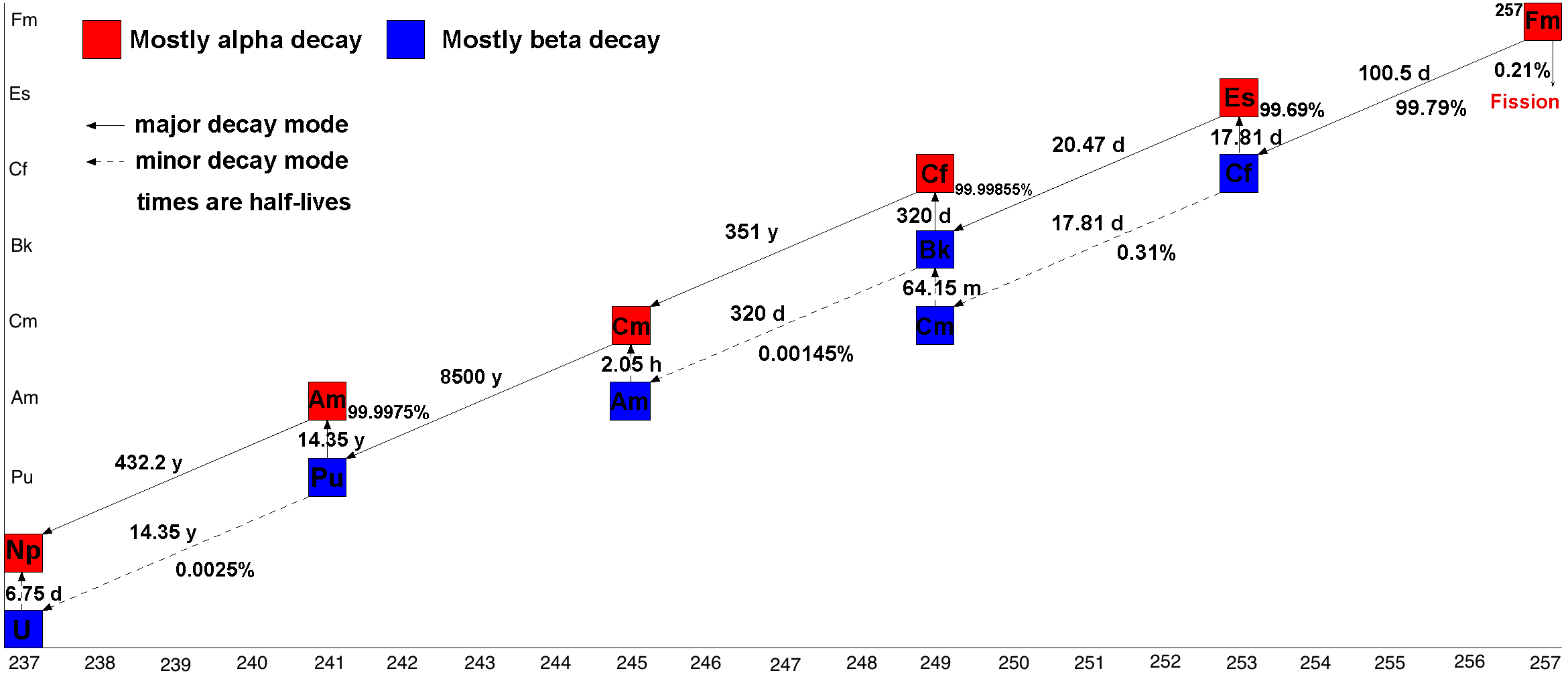
O decaimento do férmio-257 para a série de neptúnio (neptúnio-237).

17 radioisótopos do férmio foram identificados, sendo os mais estáveis Fm-257 com uma meia-vida de 100.5 dias, Fm-253 com uma meia-vida de 3 dias, Fm-252 com uma meia-vida de 25.39 horas, e Fm-255 com uma meia-vida de 20.07 horas. Todos os demais isótopos radioativos apresentam meias-vidas inferiores a 5.4 horas, e a maioria destes abaixo de 3 minutos. Este elemento apresenta também 1 meta estado, Fm-250m ( t½ 1.8 segundos ). As massas atómicas dos isótopos de férmio variam de 242.073 u (Fm-242) até 259.101 u (Fm-259).